# Jhonen Vasquez
Jhonen Vasquez (San José, 1 de setembro de 1974), também conhecido por seus pseudônimos como Mr. Scolex e Chancre Scolex, é um cartunista que vive em San Jose, Califórnia. Ele é o criador de um número de quadrinhos alternativos publicados pela Slave Labor Graphics incluindo "Johnny the Homicidal Maniac", "Fillerbunny" e "Squee!", é também o criador da série animada de televisão "Invader ZIM" (Invasor Zim). Muitos de seus trabalhos tem atraído seguidores cults.

## Estilo
Muitos de seus personagens são altamente geométricos e finos ao ponto de quase serem palitos. A escrita de Vasquez frequentemente conduz a temas misantrópicos (o ódio do homem) e pessimistas, apesar de que esses elementos obscuros sejam frequentemente o motivo da paródia e sátira. Estilos similares podem ser encontrados em muitos de seus personagens com piadas rápidas e temas populares, incluindo referências repetitivas a alces, carne, chihuahuas (cão pequeno), macacos, tacos, porquinhos, queijo, obesidade mórbida e "dookie"(?). Vasquez também frequentemente tem aparições sorrateiras como personagens como em "Happy Noodle Boy", Invader Zim e "Johnny The Homicidal Maniac".
David Cronenberg e Kurt Vonnegut influenciaram seu trabalho. Franz Kafka, H. R. Giger, e H. P. Lovecraft são outras influências.
Vários trabalhos de Vasquez retratam personagens góticos e descrição da subcultura gótica com o propósito da sátira. Numa entrevista no programa "The Screen Savers", Vasquez respondeu ao comentário do apresentador Kevin Pereira que os fãs o consideravam "um rei gótico", dizendo que ele não acreditava que o trabalho dele deveria ser estereotipado como "quadrinhos góticos", e que durante um tempo sua intenção em quanto criava era não fazer quadrinhos góticos, isso é como os retalhistas resolveram caracteriza-lo eventualmente.